# Kościół św. Ducha w Brodnicy
Kościół św. Ducha – kościół, który znajdował się w Brodnicy. Zamieniony na budynek świecki.

## Historia
Kościół powstał w XIII wieku. Była to budowla jednonawowa z wieżą i prezbiterium. Zbudowany był z cegły. Wieża-dzwonnica była drewniana. Od XIV w. do 1569 roku był kościołem ewangelickim. W 1375 roku zdewastowany potem odbudowany. W 1381 roku dobudowano szpital św. Ducha. W 1614 roku kościół otrzymał 2100 talarów. W czasie wojny szwedzkiej został zburzony i spalony. Odbudowany w latach 1666-1668. W 1670 roku otrzymał nową drewnianą wieżę, na której zawieszono dwa dzwony. W 1772 roku zajęli go Prusacy, kościół przez długi czas nie remontowany, na początku XIX wieku zaczął podupadać. W 1822 roku rozebrano wieżę, która groziła zawaleniem. Kościół zniesiono w 1838 roku, następnie sprzedany dla Pelplina, został zamieniony na budynek dla celów oświatowych.